# Osservatorio di Cambridge

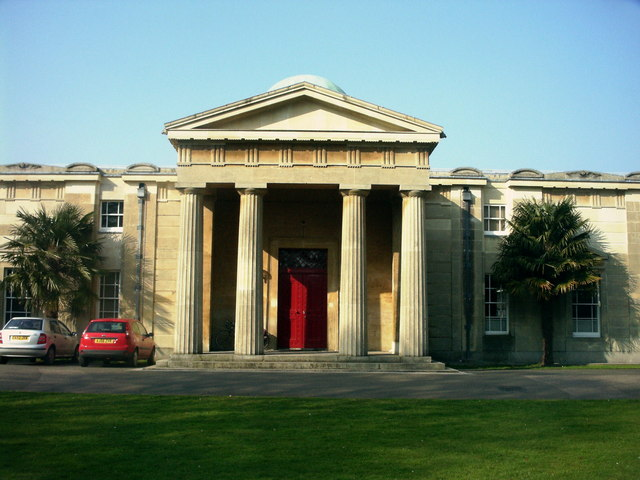
Il portico dorico dell'ingresso principale dell'osservatorio di Cambridge

L'osservatorio Cambridge è un osservatorio astronomico situato all'Università di Cambridge, in Inghilterra.
Fondato nel 1823 è oggi parte del sito dell'Istituto di Astronomia. Gli edifici originari ospitano la biblioteca dell'istituto, con una collezione di libri astronomici storici e moderni.
L'osservatorio è costituito da una serie di telescopi ottici moderni, ma soggetti ad inquinamento luminoso.
Il telescopio da 36 pollici è ancora utilizzato per gli studi stellari.
Dal 1990 al 1998, la sede dell'Osservatorio  di Greenwich fu posta a Cambridge nella Greenwich House, poco a nord dell'Osservatorio.